# Architecture de la Renaissance flamande

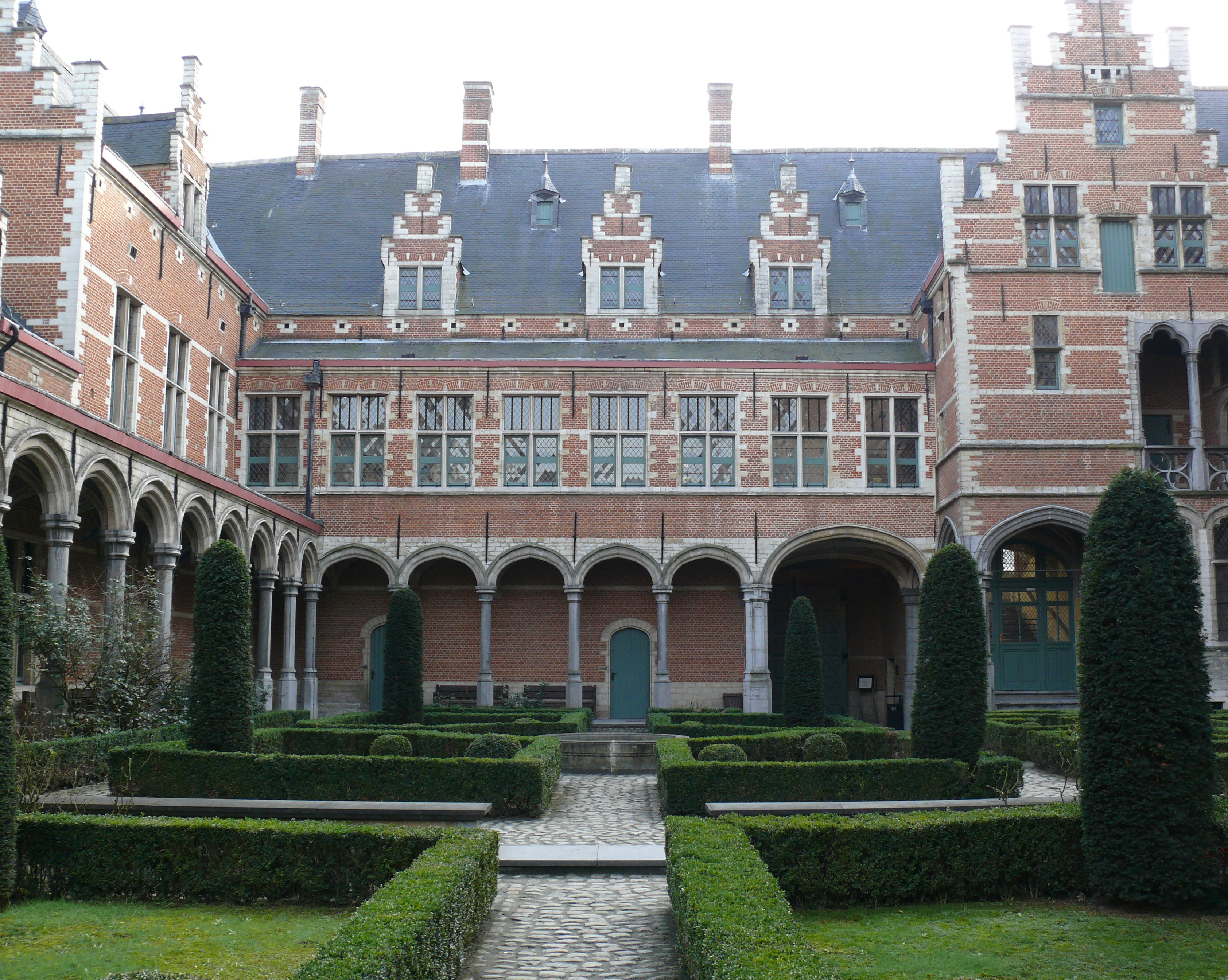
L'Hof van Savoye, construit au XVIe siècle à Malines.

L'architecture de la Renaissance flamande désigne la production architecturale dans les Pays-Bas méridionaux (incluant l'actuelle Belgique ainsi que la Flandre française) couvrant une période allant du début du XVIe siècle jusqu'à la seconde moitié du XVIIe siècle. L'italianisme en faveur à partir de la Renaissance a alors donné naissance à une architecture nouvelle, sans renoncements aux traditions constructives et ornementales encore très vivaces. La Flandre connut un grand essor à la Renaissance malgré les guerres qui aboutirent au XVIe siècle à la séparation entre les Pays-Bas septentrionaux et les Pays-Bas méridionaux, comprenant la Flandre. Ce contexte de prospérité croissante s'appuyant notamment sur le développement du commerce, des échanges ainsi que sur une croissance démographique (et urbaine) très forte a formé un cadre très favorable à l'épanouissement des arts. Ce sont tout autant la cour et la noblesse que la bourgeoisie qui donnèrent l'impulsion de ce renouvellement directement inspiré du répertoire italianisant parvenues jusqu'en Flandre notamment par l'intermédiaire de planches ornementales gravées diffusées dans toute la région, ainsi que par la traduction des Règles d'architecture de Serlio en 1539 par Pierre Coecke,.

## Développement

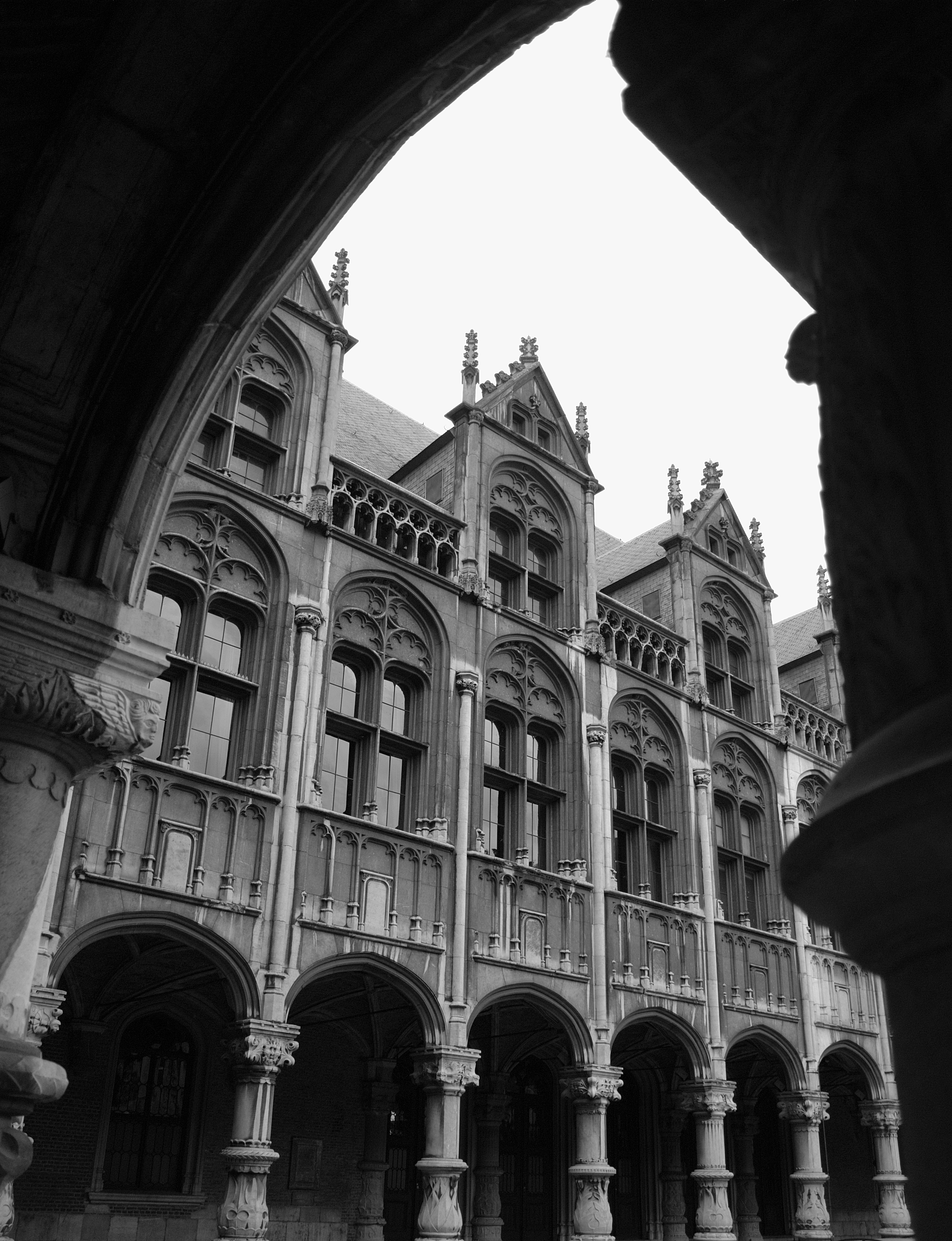
Le palais des princes-évêques de Liège construit en 1526.

En Flandre, le style de la Renaissance n'a pas eu à s'imposer et fut assimilé assez rapidement, formant dans un premier temps un style hybride, donnant naissance à des bâtiments de conception gothique et de décor antiquisant, tout en préservant le pignon à gradins, de tradition locale. Le style Renaissance venu tout droit d'Italie, lorsqu'il fut accepté, s'adapta en effet sans trop de peine à l'héritage architectural gothique encore solidement ancré et même toujours en faveur dans certaines villes, comme à Bruges tout au long du XVIe siècle. Dès 1517 en effet, le Palais élevé pour Marguerite d'Autriche à Malines marqua le début de l'architecture de la Renaissance dans les Pays-Bas méridionaux, acquis par ailleurs à l'influence française. On y remarque que le pignon à gradins est toujours en faveur, et que l'élévation sans ressauts du palais démontre la persistance de traditions architecturales trop bien implantées pour être si rapidement abandonnées.
De nombreux monuments caractéristiques de ce nouveau style voient alors le jour dans la première moitié du XVIe siècle, tels que :
- Le palais des évêques de Liège, construit en 1526, qui est un bel exemple d'architecture flamande employant le portique à arcade cintrée à l'italienne ;
- Le palais de justice de Bruges, dont une des façades construite en 1535 allie parfaitement les ornements italiens à la construction flamande et qui dispose d'une cheminée remarquable par sa finesse d'exécution, la cheminée du Franc, dont le foyer est en marbre noir et qui s'agrémente d'une frise de marbre blanc sur laquelle a été sculptée l'Histoire de Suzanne ;
- La vieille Bourse d'Anvers, construite en 1531, qui adopte des proportions plus élégantes sans renoncer à une ornementation exubérante, encore inspirée par le style gothique ;

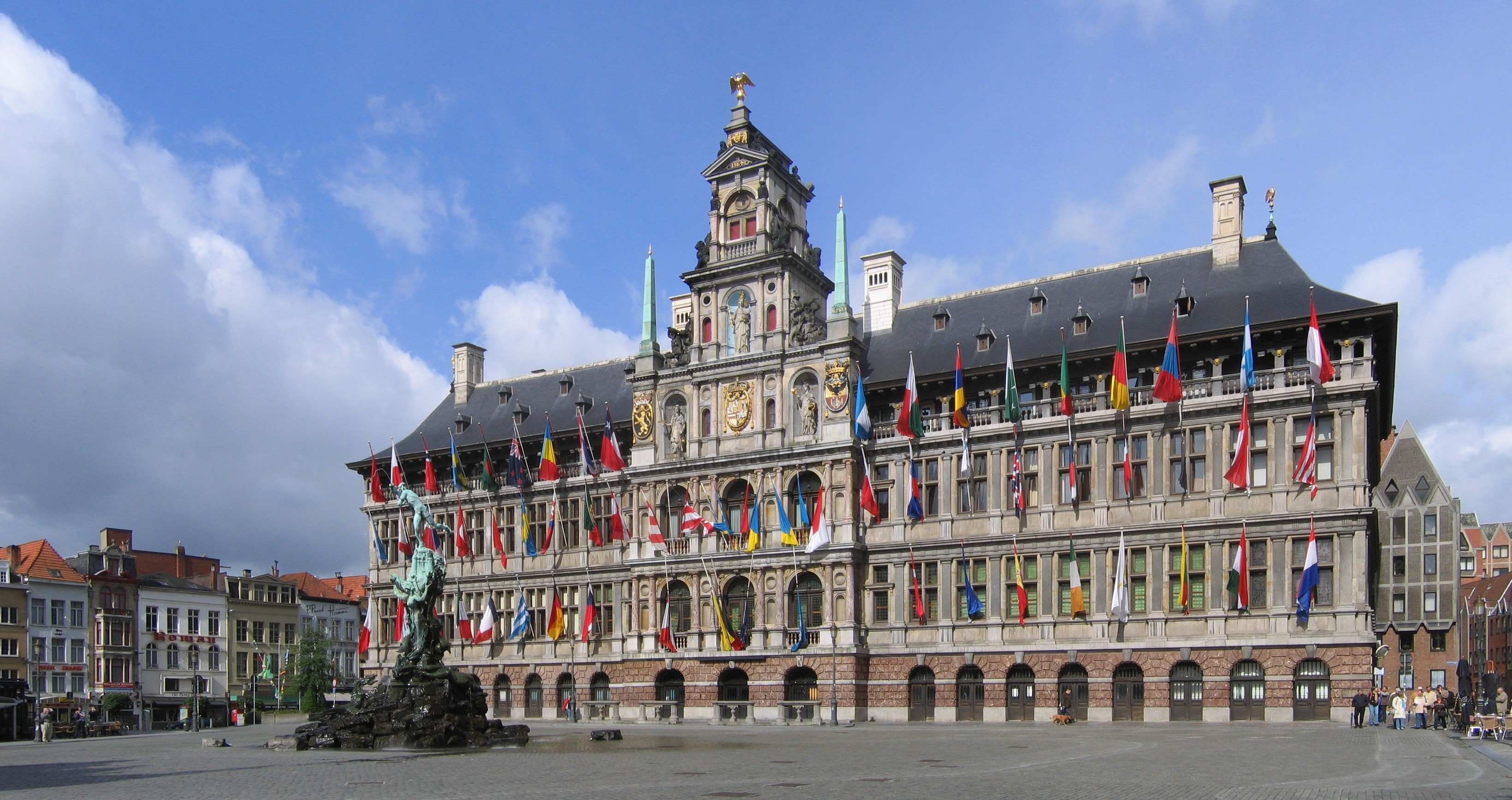
L'hôtel de ville d'Anvers conçu par Cornelis Floris de Vriendt, et achevé en 1564.

- L'hôtel de ville d'Anvers conçu par Cornelis Floris de Vriendt, et achevé en 1564.La maison du Saumon construite à Malines en 1534, qui s'inspire de l'architecture de Tommaso Vincidor (en) et se rapproche d'une architecture plus classique, incluant pourtant des éléments de tradition locale, l'emploi d'un toit à pente raide très répandu dans les régions du Nord du fait des contraintes climatiques offrant un vaste pignon recevant un traitement décoratif en continuité avec l'héritage traditionnel[3].

À partir des années 1530, ce sont également les maisons privées, les maisons de corporations qui seront élevées dans ce nouveau style, tels que la maison des Bateliers (1531) à Gand et celle de l'Enfant prodigue à Malines. Ces maisons n'ont pas connu dans leur conception de modifications majeures puisqu'elles continuaient de superposer leurs baies au sein d'un pignon à gradins mais leur décor fut mis au goût de la Renaissance.
Au milieu du XVIIe siècle, la Vieille Bourse de Lille et les rangs de maisons édifiés à la même époque dans cette ville s'inspirent de l'architecture de la Renaissance flamande.  
Il n'y a cependant en Flandre pas une seule grande église de style Renaissance, et on préfère conserver la structure gothique à laquelle on vient accoler une chapelle, une sacristie, un portail italianisant, car la croisée d'ogives comme l'arc brisé restent en usage. À l'intérieur des églises, l'influence italienne se fait davantage sentir dans les monuments tels que les autels, les jubés, les confessionnaux, les stalles ou encore les tombeaux.

## Caractéristiques
Malgré la connaissance plus fines de l'architecture de la Renaissance italienne parvenues par les recueils de gravures, rares sont les constructions conçues dans le pur style italien, les traditions décoratives et constructives locales étant vivaces et l'on ne peut guère citer que l'hôtel du cardinal de Granvelle construit à Bruxelles en 1550 par Sébastien van Noyen comme exemple d'un palais fidèle aux canons italiens de la Renaissance. L'hôtel de ville d'Anvers, bâti en 1561 par Corneille de Vriendt, constitue une œuvre unique dans le passage d'un style renaissance encore soumis aux traditions locales à l'acceptation d'un style classique bien plus proche de celui des palazzo romains. Bien que cette œuvre reste une expérience personnelle et quelque peu isolée, elle influença largement les mairies construites ultérieurement aux Pays-Bas. C'est en décoration que la Renaissance italienne fit le plus de progrès, avec l'apparition sur les façades d'arabesques comprenant des rinceaux, des amours, des médaillons en vogue de 1530 à 1550, puis de guirlandes de fruits, de grotesques à partir de 1550 jusqu'à la fin du siècle. Cette décoration sculptée, interprétation flamande de modèles italiens, est un peu épaisse, lourde, mais elle est dynamique, originale, et souvent ces ornements prennent une importance inattendue dans la composition des façades.
À l'instar des édifices construits en Allemagne durant la Renaissance (voir Architecture de la Renaissance allemande), les pignons à gradins puis à volutes encore employés quasi systématiquement en Flandre durant cette période sont très souvent couronnés de boules décoratives et d'obélisques. Les pignons à gradins sont souvent bordés de volutes et de contre-volutes de pierre. De plus, ces mêmes pignons, qui en plus d'être une nécessité structurelle avaient une grande valeur ornementale, pouvaient être constitués de grands entrelacs formant des motifs de cuir découpé qui dessinaient un profil très délicat.
La mise en valeur des pignons et des lucarnes, ainsi que l'accent mis sur les bossages souvent rustiques, la polychromie des matériaux entre brique et pierre (calcaire ou grès) sont des caractéristiques partagées durant la Renaissance entre plusieurs régions du Nord de l'Europe, notamment les Pays-Bas, l'Angleterre, le Danemark, l'Allemagne, la Pologne ou encore les pays baltes. La pierre calcaire, fréquemment employée en Flandre, se retrouve souvent en chaînage d'angle harpés, souvent en bossage. Ce sont les traités de Serlio qui influencèrent majoritairement les architectes flamands (ainsi que ceux de toute l'Europe du Nord), ainsi son Libro estraodinario publié en 1554 compile des modèles décoratifs de portes rustiques et classiques. Ce sont ces recueils qui permettent la cohérence de l'architecture nordique grâce à l'établissement et à la diffusion massive de savoirs fondamentaux en ornementation.

## Architectes principaux
- Hans Vredeman de Vries, auteurs de planches d'architecture dans lesquelles il combine savamment les traditions flamandes aux codes constructifs et ornementaux de la Renaissance italienne ;
- Cornelis Floris de Vriendt a réalisé l'hôtel de ville d'Anvers, constituant la première œuvre architecturale classique aux Pays-Bas. Le "style Floris" a fait des émules dans toute la région et a contribué à une compréhension architecturale et non plus uniquement ornementale de la Renaissance en Flandre et même au-delà.
- Aert van Mulken et Everhard van der Marck sont connus pour avoir réalisé le palais des princes-évêques de Liège, qui constitue le monument le plus important conçu dans le style de la Renaissance liégeoise.
- Lambert Lombard a contribué à introduire à Liège le style de la Renaissance, il est l'auteur de l'hôtel Torrentius construit en 1565.
- Julien Destrée, architecte de la Vieille Bourse de Lille inspirée par les bourses d'Anvers, de Rotterdam et d'Amsterdam, et de rangs de maisons également à Lille.